# Lou (personaje)
Lou es un personaje del destacado videojuego Guitar Hero III: Legends of Rock, es el antagonista principal del juego y el último personaje al que se enfrentan los jugadores en duelo en modo carrera en solitario con la canción The Devil Went Down To Georgia de Steve Ouimette (original de The Charlie Daniels Band),una de las canciones más difíciles del juego y esta se puede obtener en descargas gratuitas. Cuando se logra ganar a Lou en la batalla sale una parte de la canción en donde se toca en solitario. 

La aparición de Lou empieza cuando contrata a la banda del jugador siendo su representante y los induce a firmar un contrato desde el Acto 5 (Big House Blues). Se destaca este personaje por ser una representación moderna y roquera del diablo con actitud un poco engreída y con un estilo peculiar, su vestuario se destaca por llevar chaleco negro con rojo con parte frontal descubierta, pantalones cortos de mezclilla azul, gafas oscuras y una guitarra con forma de esqueleto, el cual condena a la banda a pelear por su alma en el acto 8 (Battle For Your Soul). Al término del juego cae por una abertura en el suelo hacia el infierno
Lou también aparece en los sucesores de Guitar Hero III (Guitar Hero World Tour y Metallica, entre otros; aclarando que no como uno de los personajes jugables) el cual sigue con sus planes malévolos con el fin de obtener almas.
- Datos: Q5981420